# Федчишин Анатолій Миколайович
Анато́лій Микола́йович Федчи́шин (11 листопада 1981 — 10 серпня 2014, Іловайськ, Донецька область) — командир Рівненської розвідгрупи Добровольчого українського корпусу «Правого Сектору».

## Життєпис
Народився 1981 року в місті Любомль (Волинська область); закінчив любомльську ЗОШ № 3. У 2001 році закінчив Шацький лісовий технікум за спеціальністю лісове господарство. Після служби в армії, у 2002 році пішов працювати до ДП «Любомльський лісгосп» майстром, де працювали свого часу його батько й дід, згодом — кранівником ККС. Член Любомльської районної організації «Правого сектора» Волині. З березня 2014 року, разом із братом Володимиром — доброволець, керівник Рівненської розвідгрупи Добровольчого Українського Корпусу. Служив у Донецькій області в батальйоні територіальної оборони «Дніпро-2» у мобільній розвідувальній штурмовій групі, псевдо «Білий». Професійно володів снайперською гвинтівкою. Брав участь у близько 60 бойових епізодах, в одному з боїв зазнав поранення, лікувався в дніпропетровському госпіталі. З лікування повернувся, коли підрозділ вів бої за Іловайськ.
Загинув 10 серпня 2014-го від кулі снайпера в бою за Іловайськ Донецької області — був у складі рівненської розвідгрупи з 12 людей під керівництвом Валентина Манька, яка допомагала «Азову» штурмувати селище. Тоді ж загинув Олег Тарасюк та вояки «Кривбасу» Сергій Бонцевич й Олександр Палій. Розвідувальна група поставлене завдання виконала.
Залишилися батьки, дружина Галина та дві доньки — 2007 р.н. Вікторія та 2010 р.н. Дарина, брат Володимир, сестра Ольга.

## Нагороди
- В 2021 році був нагороджений орденом «За мужність» III ступеня (посмертно)[1].

## Вшанування
- В Любомлі відкрито стелу, де серед семи вшанованих Героїв є й Анатолій Федчишин.
- Його портрет розміщений на меморіалі «Стіна пам'яті полеглих за Україну» у Києві: секція 2, ряд 10, місце 27.
- Відзнака ДУК ПС «Бойовий Хрест Корпусу» (посмертно).
- «Іловайський Хрест» (посмертно).
- В любомльській ЗОШ № 3 відкрито пам'ятну дошку його честі.
- вшановується на щоденному ранковому церемоніалі вшанування захисників України, які загинули за свободу, незалежність і територіальну цілісність нашої держави.[2]